# Xaïkh Haydar
Xaïkh Haydar fou el cinquè xaïkh safàvida, fill de Shaykh Djunayd i de Khalidja Begum (que era germana de l'emir ak koyunlu Uzun Hasan). Va succeir el seu pare davant de la confraria (tarika) safàvida a Ardabil el 1460.
Es va casar amb Halima Begi Agha (coneguda com a Alamshah Begum) filla de Uzun Hasan i de Despina Khatun conservant l'aliança amb els aq qoyunlu tant sota Uzun com amb el seu successor Yakub (1478-1490). El 1467 Uzun van enderrocar l'estat dels qara qoyunlu.
Com ja havia fet el seu pare el 1459, va dirigir unes expedicions al Caucas, segurament contra els alans i els kabardians i circassians i per això va haver de travessar el territori dels shirvanshahs que el 1459 havien matat a Shaykh Djunayd en oposar-se a l'expedició. Va fer tres expedicions: el 1483, el 1487 i el 1488. El shirvanshah Farrukhsiyar li va donar dret de pas les dues primeres però a la tercera la situació devia ser diferent i Haydar va atacar la ciutat de Shamakhi; el shirvanshah va demanar socors al seu gendre l'emir aq qoyunlu Yakub que d'altra banda era cunyat de Haydar. Yakub va donar suport al seu sogre i va enviar un contingent a les ordes de Sulayman Bidjan-oghlu, que unit a les forces del shirvanshah, va derrotar els safàvides el 9 de juliol de 1488 a la vora del riu Rubas, al Tabarsaran, al sud-est de Derbent. En la batalla va morir Shaykh Haydar. El seu cos fou rescatat el 1509 per Ismail I i enterrat al mausoleu safàvida a Ardabil.
Va deixar tres fills nascuts d'Alamshah Begum: Ali Mirza, el successor, Ibrahim i Ismail (el futur xa Ismail I). Haydar va instituir el barret vermell amb dotze plecs (pels dotze imams xiïtes) que va donar nom a les forces safàvides: els kizilbaixis (caps vermells).